# Torneo Clausura 2025 (El Salvador)
El Torneo Clausura 2025 (conocido como Liga Pepsi Clausura 2025 por motivos de patrocinio), es la centésima primera (101.a) edición de la Primera División de fútbol profesional salvadoreño, siendo el segundo torneo de la temporada 2024-25. Este empezó el 18 de enero y finalizó el 24 de mayo de 2025.

## Sistema de competición
El torneo se divide en dos fases:
- Fase de clasificación
- Fase final

### Fase de clasificación
Los 11 equipos participantes se enfrentan todos contra todos a visita recíproca a lo largo de 22 jornadas. Tras cada partido, se asignan puntos a ifn de organizar la tabla de posiciones: 
- Por victoria, se obtendrán 3 puntos.
- Por empate, se obtendrá 1 punto.
- Por derrota no se obtendrán puntos.

Los partidos que conforman cada fecha, así como el orden de estos son definidos por sorteo antes de comenzar la competición.
Al finalizar las 22 jornadas, la tabla se ordenará con base en los clubes que hayan obtenido la mayoría de puntos, en caso de empates, se toman los siguientes criterios:
1. Puntos
2. Puntos obtenidos entre los equipos empatados
3. Diferencia de goles
4. Goles anotados
5. Goles anotados en condición visitante.

### Fase final
Al finalizar las 22 fechas totales, los primeros 8 equipos de la tabla general clasifican a la fase final.
Los ocho clubes calificados para esta fase del torneo serán reubicados de acuerdo con el lugar que ocupen en la tabla general al término de la fecha 16, con el puesto del número uno al club mejor clasificado, y así hasta el número 8. Los partidos a esta fase se desarrollarán a visita, en las siguientes etapas:
- Cuartos de final
- Semifinales
- Final

Los partidos de cuartos de final se jugarán de la siguiente manera:
2.° vs 7.°
3.° vs 6.°
4.° vs 5.°
En las semifinales participarán los cuatro clubes vencedores de cuartos de final, reubicándolos del uno al cuatro, de acuerdo a su mejor posición en la tabla General de clasificación al término de la jornada 22 del torneo correspondiente, enfrentándose:
2.° vs 3.°
Finalmente, en la final se enfrentan los dos vencedores de las rondas semifinales. El ganador de la serie final será proclamado como campeón de liga y clasificará a la Copa Centroamericana 2025.

## Fase Regular
| Pos. | Equipos              | Pts. | PJ | G  | E | P  | GF | GC | Dif. | Clasificación |
| ---- | -------------------- | ---- | -- | -- | - | -- | -- | -- | ---- | ------------- |
| 1    | Águila               | 43   | 20 | 13 | 4 | 3  | 37 | 17 | +20  | Fase final    |
| 2    | Luis Ángel Firpo     | 39   | 20 | 11 | 6 | 3  | 34 | 16 | +18  | Fase final    |
| 3    | Alianza              | 39   | 20 | 12 | 3 | 5  | 28 | 11 | +17  | Fase final    |
| 4    | Isidro Metapán       | 35   | 20 | 9  | 8 | 3  | 22 | 13 | +9   | Fase final    |
| 5    | Municipal Limeño     | 27   | 20 | 6  | 9 | 5  | 21 | 20 | +1   | Fase final    |
| 6    | Cacahuatique         | 27   | 20 | 6  | 9 | 5  | 19 | 25 | -6   | Fase final    |
| 7    | Fuerte San Francisco | 24   | 20 | 6  | 6 | 8  | 15 | 20 | -5   | Fase final    |
| 8    | FAS                  | 22   | 20 | 5  | 7 | 8  | 18 | 24 | -6   | Fase final    |
| 9    | Platense             | 20   | 20 | 5  | 5 | 10 | 18 | 25 | -7   |               |
| 10   | Dragón               | 14   | 20 | 4  | 2 | 14 | 17 | 30 | -13  |               |
| 11   | 11 Deportivo         | 8    | 20 | 1  | 5 | 14 | 12 | 40 | -28  |               |

## Tabla acumulada
| Pos. | Equipo             | Pts. | PJ | G  | E  | P  | GF | GC | Dif. | Clasificación o descenso              |
| ---- | ------------------ | ---- | -- | -- | -- | -- | -- | -- | ---- | ------------------------------------- |
| 1    | Águila             | 84   | 40 | 25 | 9  | 6  | 73 | 35 | +38  | Clasificado a la Copa Centroamericana |
| 2    | Luis Ángel Firpo   | 78   | 40 | 23 | 9  | 8  | 66 | 44 | +22  |                                       |
| 3    | Isidro Metapán     | 70   | 40 | 19 | 13 | 8  | 53 | 34 | +19  |                                       |
| 4    | Alianza CC         | 71   | 40 | 21 | 8  | 11 | 54 | 27 | +27  | Clasificado a la Copa Centroamericana |
| 5    | Cacahuatique       | 67   | 40 | 19 | 10 | 11 | 42 | 40 | +2   |                                       |
| 6    | Municipal Limeño   | 54   | 40 | 13 | 15 | 12 | 45 | 0  | +45  |                                       |
| 7    | FAS                | 45   | 40 | 11 | 12 | 17 | 46 | 51 | −5   |                                       |
| 8    | 11 Deportivo CA    | 40   | 40 | 10 | 10 | 20 | 38 | 66 | −28  | Clasificado a la Copa Centroamericana |
| 9    | Fte. San Francisco | 39   | 40 | 10 | 9  | 21 | 30 | 51 | −21  |                                       |
| 10   | Platense           | 29   | 40 | 6  | 11 | 23 | 29 | 53 | −24  |                                       |
| 11   | Dragón             | 27   | 40 | 7  | 6  | 27 | 27 | 60 | −33  |                                       |

Actualizado a los partidos jugados el 27 de abril de 2025.
 Fuente: el gráfico

## Fase final

### Cuadro de desarrollo
|  | Cuartos de final                             | Cuartos de final                             | Cuartos de final                             | Cuartos de final                             | Cuartos de final                             |   |   | Semifinales                                    | Semifinales                                    | Semifinales                                    | Semifinales                                    | Semifinales                                    |  |    | Final            | Final      | Final      |  |
|  | 7 y 8 de mayo (ida) 10 y 11 de mayo (vuelta) | 7 y 8 de mayo (ida) 10 y 11 de mayo (vuelta) | 7 y 8 de mayo (ida) 10 y 11 de mayo (vuelta) | 7 y 8 de mayo (ida) 10 y 11 de mayo (vuelta) | 7 y 8 de mayo (ida) 10 y 11 de mayo (vuelta) |   |   | 14 y 15 de mayo (ida) 17 y 18 de mayo (vuelta) | 14 y 15 de mayo (ida) 17 y 18 de mayo (vuelta) | 14 y 15 de mayo (ida) 17 y 18 de mayo (vuelta) | 14 y 15 de mayo (ida) 17 y 18 de mayo (vuelta) | 14 y 15 de mayo (ida) 17 y 18 de mayo (vuelta) |  |    | 24 de mayo       | 24 de mayo | 24 de mayo |  |
|  |                                              |                                              |                                              |                                              |                                              |   |   |                                                |                                                |                                                |                                                |                                                |  |    |                  |            |            |  |
|  |                                              |                                              |                                              |                                              |                                              |   |   |                                                |                                                |                                                |                                                |                                                |  |    |                  |            |            |  |
|  | 4                                            | Isidro Metapán                               | 1                                            | 1                                            | 2                                            |   |   |                                                |                                                |                                                |                                                |                                                |  |    |                  |            |            |  |
|  | 4                                            | Isidro Metapán                               | 1                                            | 1                                            | 2                                            |   |   |                                                |                                                |                                                |                                                |                                                |  |    |                  |            |            |  |
|  | 5                                            | Municipal Limeño                             | 2                                            | 2                                            | 4                                            |   |   |                                                |                                                |                                                |                                                |                                                |  |    |                  |            |            |  |
|  | 5                                            | Municipal Limeño                             | 2                                            | 2                                            | 4                                            |   | 5 | Municipal Limeño                               | 2                                              | 1                                              | 3                                              |                                                |  |    |                  |            |            |  |
|  |                                              |                                              |                                              |                                              |                                              |   | 5 | Municipal Limeño                               | 2                                              | 1                                              | 3                                              |                                                |  |    |                  |            |            |  |
|  |                                              |                                              | 8                                            | FAS                                          | 1                                            | 0 | 1 |                                                |                                                |                                                |                                                |                                                |  |    |                  |            |            |  |
|  | 1                                            | Águila                                       | 8                                            | FAS                                          | 1                                            | 0 | 1 | 2                                              | 0                                              | 2 (2)                                          |                                                |                                                |  |    |                  |            |            |  |
|  | 1                                            | Águila                                       |                                              |                                              |                                              |   |   |                                                |                                                | 2 (2)                                          |                                                |                                                |  |    |                  |            |            |  |
|  | 8                                            | FAS                                          | 1                                            | 1                                            | 2 (3)                                        |   |   |                                                |                                                |                                                |                                                |                                                |  |    |                  |            |            |  |
|  | 8                                            | FAS                                          | 1                                            | 1                                            | 2 (3)                                        |   |   |                                                |                                                |                                                |                                                |                                                |  | F1 | Municipal Limeño | 1 (3)      |            |  |
|  |                                              |                                              |                                              |                                              |                                              |   |   |                                                |                                                |                                                |                                                |                                                |  | F1 | Municipal Limeño | 1 (3)      |            |  |
|  |                                              |                                              | F2                                           | Alianza                                      | 1 (4)                                        |   |   |                                                |                                                |                                                |                                                |                                                |  |    |                  |            |            |  |
|  | 3                                            | Alianza                                      | F2                                           | Alianza                                      | 1 (4)                                        | 2 | 4 | 6                                              |                                                |                                                |                                                |                                                |  |    |                  |            |            |  |
|  | 3                                            | Alianza                                      |                                              |                                              |                                              |   |   |                                                |                                                |                                                |                                                |                                                |  |    |                  |            |            |  |
|  | 6                                            | Cacahuatique                                 | 1                                            | 0                                            | 1                                            |   |   |                                                |                                                |                                                |                                                |                                                |  |    |                  |            |            |  |
|  | 6                                            | Cacahuatique                                 | 1                                            | 0                                            | 1                                            |   | 3 | Alianza                                        | 1                                              | 2                                              | 3                                              |                                                |  |    |                  |            |            |  |
|  |                                              |                                              |                                              |                                              |                                              |   | 3 | Alianza                                        | 1                                              | 2                                              | 3                                              |                                                |  |    |                  |            |            |  |
|  |                                              |                                              | 7                                            | Fuerte San Francisco                         | 0                                            | 0 | 0 |                                                |                                                |                                                |                                                |                                                |  |    |                  |            |            |  |
|  | 2                                            | Luis Ángel Firpo                             | 7                                            | Fuerte San Francisco                         | 0                                            | 0 | 0 | 0                                              | 1                                              | 1 (3)                                          |                                                |                                                |  |    |                  |            |            |  |
|  | 2                                            | Luis Ángel Firpo                             |                                              |                                              |                                              |   |   |                                                |                                                | 1 (3)                                          |                                                |                                                |  |    |                  |            |            |  |
|  | 7                                            | Fuerte San Francisco                         | 0                                            | 1                                            | 1 (4)                                        |   |   |                                                |                                                |                                                |                                                |                                                |  |    |                  |            |            |  |
|  | 7                                            | Fuerte San Francisco                         | 0                                            | 1                                            | 1 (4)                                        |   |   |                                                |                                                |                                                |                                                |                                                |  |    |                  |            |            |  |
|  |                                              |                                              |                                              |                                              |                                              |   |   |                                                |                                                |                                                |                                                |                                                |  |    |                  |            |            |  |

### Cuartos de final

#### Águila - FAS
| 7 de mayo | FAS | 1 - 2 | Águila | Estadio Óscar Alberto Quiteño, Santa Ana, Santa Ana |                             |
| 20:00     |     |       |        | Árbitro(s): Germán Martínez                         | Árbitro(s): Germán Martínez |

| 11 de mayo | Águila | 0 - 1 (2 - 3 p.)(Global 2 - 2) | FAS | Estadio Cuscatlán, San Salvador, Departamento de San Salvador |                            |
| 15:15      |        |                                |     | Árbitro(s): Ismael Cornejo                                    | Árbitro(s): Ismael Cornejo |

#### Isidro Metapán - Municipal Limeño
| 7 de mayo | Municipal Limeño | 2 - 1 | Isidro Metapán | Estadio Dr. Ramón Flores, Santa Rosa de Lima, La Unión |                         |
| 19:30     |                  |       |                | Árbitro(s): Iván Barton                                | Árbitro(s): Iván Barton |

| 10 de mayo | Isidro Metapán | 1 - 2 (Global 2 - 4) | Municipal Limeño | Estadio Jorge «Calero» Suárez, Metapán, Santa Ana |                            |
| 20:15      |                |                      |                  | Árbitro(s): Elmer Martínez                        | Árbitro(s): Elmer Martínez |

#### Luis Ángel Firpo - Fuerte San Francisco
| 8 de mayo | Fuerte San Francisco | 0 - 0 | Luis Ángel Firpo | Estadio Correcaminos, San Francisco Gotera, Morazán |                           |
| 15:30     |                      |       |                  | Árbitro(s): Jaime Barrera                           | Árbitro(s): Jaime Barrera |

| 10 de mayo | Luis Ángel Firpo | 1 - 1 (3 - 4 p.)(Global 1 - 1) | Fuerte San Francisco | Estadio Sergio Torres, Usulutan, Usulutan |                                |
| 19:00      |                  |                                |                      | Árbitro(s): José Waldir García            | Árbitro(s): José Waldir García |

#### Alianza - Cacahuatique
| 7 de mayo | Cacahuatique | 1 - 2 | Alianza | Polideportivo Chapeltique, Chapeltique, San Miguel |                           |
| 15:00     |              |       |         | Árbitro(s): César Nolasco                          | Árbitro(s): César Nolasco |

| 10 de mayo | Alianza | 4 - 0 (Global 6 - 1) | Cacahuatique | Estadio Cuscatlán, San Salvador, San Salvador |                                |
| 15:15      |         |                      |              | Árbitro(s): Filiberto Martínez                | Árbitro(s): Filiberto Martínez |

### Semifinales

#### Municipal Limeño - FAS
| 14 de mayo | FAS | 1 - 2 | Municipal Limeño | Estadio Óscar Alberto Quiteño, Santa Ana, Santa Ana |  |
| 19:15      |     |       |                  |                                                     |  |

| 17 de mayo | Municipal Limeño | 1 - 0 (Global 3 - 1) | FAS | Estadio Dr. Ramón Flores, Santa Rosa de Lima, La Unión |  |
| 18:30      |                  |                      |     |                                                        |  |

#### Alianza - Fuerte San Francisco
| 15 de mayo | Fuerte San Francisco | 0 - 1 | Alianza | Estadio Correcaminos, San Francisco Gotera, Morazán |  |
| 15:30      |                      |       |         |                                                     |  |

| 18 de mayo | Alianza | 2 - 0 (Global 3 - 0) | Fuerte San Francisco | Estadio Jorge «El Mágico» González, San Salvador, San Salvador |  |
| 15:00      |         |                      |                      |                                                                |  |

### Final
| 24 de mayo | Municipal Limeño | 0 - 0 (3 - 4 p.) | Alianza | Estadio Jorge «El Mágico» González, San Salvador, San Salvador |  |
| 18:00      |                  |                  |         |                                                                |  |